# Рутфорд
Рутфорд (англ. Mount Rutford) — гора у Західній Антарктиді, найвища вершина масиву Креддок, хребта Сентінел що в горах Елсворта. Її висота становить 4477 м над рівнем моря.

## Географія
Гора розташована у Західній Антарктиді, на землі Елсворта, у горах Елсворт, в масиві Креддок, який розташований у південній частині хребта Сентінел, приблизно за 3,2 км на північний захід від гори Креддок (4368 м), з іменем якої пов'язана назва масиву, за 11,4 км на південний схід від вершини піка Вінсон (4892 м).
До 2006 року вершина не мала назви. Австралійськими альпіністами Каміло Рада та Деміеном Ґілдеа, під час їхніх досліджень масивів Вінсон (2004) та Креддок (2005), візуально було встановлено що вершина, вища за гору Креддок. Тому вони у 2006 році провели вимірювання висоти вершини за допомогою GPS-приймача. Висота була встановлена в межах 4477 м, що на 109 м більше від гори Креддок.
У 2006 році «Консультативним комітетом з антарктичних назв» (US-ACAN) гора була названа на честь Роберта Г. Рутфорда, члена геологічної експедиції університету Міннесоти в горах Елсворт у 1962—1963 роках; лідера експедиції університету Мінесоти в горах Елсворт у 1963-64 роках; директора відділу полярних програм, NSF (1975—1977); президента СКАР (Науковий комітет з антарктичних досліджень).